# 프로젝트법
프로젝트법(project method)은 문제해결법과 함께 강의법의 대조적 형태이다.
프로젝트법은 일반적으로 다음과 같은 학습과정을 밟는다. 주로 학생 자신에 의한 목적의 설립, 계획의 입안, 계획의 실시, 성과의 평가 등. 이 때문에 다음과 같은 장점을 생각할 수 있다. ① 학생의 적극적 활동이 기대된다. ② 개인차(個人差)에 따른 참가가 가능하다. ③ 민주적 인격형성에 도움이 된다(주체성·창조성·자유·책임·협동·리더십·관용·희생 등).
단점으로서는 ① 학문체계를 순서적·계통적으로 학습시키기가 곤란하다. ② 학습을 위한 자료가 질·양 모두 충실해 있지 않으면 안 된다. ③ 적극적으로 활동하는 반면, 훈련면이 소홀해지기 쉽다.